# محمد خان (حومة انديمشك)
محمد خان (بالفارسية: محمدخان) هي قرية تقع في إيران في منطقة مركزية ريفية. يقدر عدد سكانها بـ 303 نسمة بحسب إحصاء 2016.